# Лобышева, Екатерина Александровна
Екатери́на Алекса́ндровна Ло́бышева (род. 13 марта 1985 года, Коломна) — российская конькобежка, бронзовый призёр в командной гонке на зимних Олимпийских играх 2006 и 2014 годов, участница зимних Олимпийских игр 2010 года. Заслуженный мастер спорта России (2006).

## Биография
Родители Кати не занимались на профессиональном уровне спортом, хотя всегда его любили. Отец играл в разных любительских футбольных командах, а мать в юности серьёзно занималась лыжными гонками: на знаменитой «Лыжне России» когда-то даже попадала в десятку лучших. Поэтому увлечение дочери спортом всегда только поддерживали. В детстве Катя занималась бальными танцами, волейболом и баскетболом, но самые высокие результаты она показывала в бадминтоне, которым она начала заниматься в 2010 году после того, как в коньках ей не понравилось.
В бадминтоне Катя достигла разряда кандидата в мастера спорта, признавалась лучшим игроком по итогам года. Мало соперников было на тот момент, соответственно, пропал и стимул. А конькобежные тренеры убедили в том, что в коньках у неё есть перспективы и уговорили вернуться. Её первым наставником по конькобежному спорту был Владимир Рубин.
С 2002 года она выступала на юниорских чемпионатах страны и на мировых первенствах и уже в 2003 и 2004 годах выиграла Российский чемпионат в многоборье среди юниоров. В 2004 году заняла 1-е место в забеге на 1000 м и 2-е на 500 м на взрослом чемпионате России, что позволило ей войти в состав национальной сборной. В сезоне 2004/05 Екатерина дебютировала на Кубке мира, участвовала в зимней Универсиаде и стала бронзовой призёркой на чемпионате России в спринтерском многоборье. В декабре 2005 года заняла 3-е место в командной гонке на Кубке мира в Херенвене.
В 2006 году победила на чемпионате России на дистанции 1500 м и в командной гонке преследования, заняла 6-е место на чемпионате Европы в многоборье в Хамаре. В феврале участвовала на первых своих зимних Олимпийских играх в Турине, где завоевала бронзовую медаль в командной гонке и на дистанциях 1000 и 1500 метров заняла соответственно 11-е и 6-е места.
в том же году заняла 13-е место в многоборье на чемпионате мира в Калгари. После завершения карьеры олимпийской чемпионкой Светланой Журовой именно на неё выпала роль лидера сборной. В 2008 году выиграла чемпионат России в многоборье и на отдельных дистанциях 1000, 1500, 3000 м и в командной гонке. и стала 14-й на чемпионате мира в Берлине.
В 2008 году перед финальным этапом Кубка мира произошла ссора между Лобышевой и Екатериной Абрамовой, из-за отказа Абрамовой от участия в соревнованиях. В результате вместо Абрамовой в командной гонке бежала спринтер Светлана Кайкан и команда заняла последнее место в забеге откатившись по сумме очков на третье место, хотя до этого лидировала в Кубке мира. А на чемпионате мира по отдельным дистанциям женская команда снялась с участия. Позднее Союз конькобежцев России дисквалифицировал Абрамову на год, а Лобышевой был объявлен выговор.
В 2009 году Екатерина выиграла чемпионат России в спринтерском многоборье и заняла 19-е место на чемпионате мира в Москве. На чемпионате мира на отдельных дистанциях в Ричмонде заняла 6-е место на дистанции 1500 м и 7-е на 1000 м, а на чемпионате России выиграла в забегах на этих дистанциях.
В январе 2010 года она заняла 4-е место в многоборье на чемпионате Европы в многоборье в Хамаре. На зимних Олимпийских играх в Ванкувере заняла 11-е место на дистанции 1500 м, 28-е на 1000 м и 7-е в командной гонке. С 2011 года Екатерина тренировалась под руководством известного итальянского тренера Маурицио Маркетто и стала вновь чемпионкой страны в многоборье и в командной гонке преследования.
Следующие 2 сезона она провела на среднем уровне, заняв дважды 5-е место в командной гонке на чемпионатах мира на отдельных дистанциях и дважды выиграв серебряные медали на чемпионате России в многоборье классическом и спринтерском. На спринтерском чемпионате мира в Солт-Лейк-Сити заняла 12-е место.
В 2014 году на зимних Олимпийских играх в Сочи Катя стала 2-й раз бронзовым призёром в командной гонке, 8-й на дистанции 1500 м, 20-й на 1000 м и попробовала на дистанции 500 м, где заняла 25-е место. После олимпиады она ушла в декрет и вернулась к соревнованиям в сезоне 2015/16. Её лучшим результатом стало 1-е место на чемпионате России на дистанции 1500 м в 2017 году.
Она ещё участвовала на чемпионате мира на отдельных дистанциях в Канныне и заняла там 9-е и 11-е места на дистанциях 1000 и 1500 м соответственно. Екатерина Лобышева отказалась от участия в отборочных олимпийских соревнованиях, и не выступила на Олимпиаде 2018 года в южнокорейском Пхенчхане. 31 марта 2019 года объявила о завершении спортивной карьеры.

## Личная жизнь
Екатерина Лобышева в 2007 году окончила Коломенский государственный педагогический институт по специальности «физическое воспитание». В 2006 году завела роман с олимпийским чемпионом по прыжкам в высоту Андреем Сильновым. Замужем за известным мотогонщиком Алексеем Наумовым с 2014 года. 25 марта 2014 года у них родилась дочь София, которая встала на коньки в полгода, а сейчас занимается в конькобежной группе у мамы и дополнительно посещает танцевальный кружок.
В 2017 году Екатерина открыла свою спортивную школу по конькам в Коломне и стала руководителем Всероссийского проекта «Школа чемпионов». В 2020 году окончила Российский международный олимпийский университет в степени магистра. Является президентом Федеральной ассоциации поддержки и развития спорта и депутатом фракции «ЕДИНАЯ РОССИЯ» в Московской областной Думе с сентября 2022 года. Её хобби: Путешествия, боулинг, фотография.

## Награды и звания
- Медаль ордена «За заслуги перед Отечеством» I степени (24 февраля 2014 года) — за большой вклад в развитие физической культуры и спорта, высокие спортивные достижения на XXII Олимпийских зимних играх 2014 года в городе Сочи[10][11].
- Медаль ордена «За заслуги перед Отечеством» II степени (22 февраля 2007 года) — за большой вклад в развитие физической культуры и спорта, высокие спортивные достижения[12].
- Заслуженный мастер спорта России

## Спортивные достижения
| Соревнования/Сезоны                       | 2003 | 2004 | 2005 | 2006 | 2007 | 2008 | 2009 | 2010 | 2011 | 2012 | 2013 | 2014 |
| ----------------------------------------- | ---- | ---- | ---- | ---- | ---- | ---- | ---- | ---- | ---- | ---- | ---- | ---- |
| Зимние Олимпийские игры                   |      |      |      |      |      |      |      |      |      |      |      |      |
| 500 м                                     |      |      |      |      |      |      |      |      |      |      |      | 25   |
| 1000 м                                    |      |      |      | 11   |      |      |      | 28   |      |      |      | 20   |
| 1500 м                                    |      |      |      | 6    |      |      |      | 11   |      |      |      | 8    |
| Командная гонка                           |      |      |      | 3    |      |      |      | 7    |      |      |      | 3    |
| Чемпионаты мира в многоборье              |      |      |      | 13   | 13   | 14   |      | 14   | 13   | 10   | —    |      |
| Чемпионаты мира в спринте                 |      |      |      |      | 13   |      | 19   |      | 15   |      | 12   | —    |
| Чемпионаты мира на отдельных дистанциях   |      |      |      |      |      |      |      |      |      |      |      |      |
| 500 м                                     |      |      |      |      |      |      |      |      |      |      | —    |      |
| 1000 м                                    |      |      |      |      |      |      | 7    |      | 9    |      | 10   |      |
| 1500 м                                    |      |      |      |      |      |      | 6    |      | 10   | 5    | 14   |      |
| 3000 м                                    |      |      |      |      |      |      |      |      |      |      | —    |      |
| 5000 м                                    |      |      |      |      |      |      |      |      |      |      | —    |      |
| Командная гонка                           |      |      |      |      |      |      | 4    |      | 6    | 4    |      |      |
| Чемпионаты Европы                         |      |      |      | 6    | 13   | 10   |      | 4    | 6    | 13   | 9    | —    |
| Чемпионаты России в многоборье            |      |      |      |      | 1    |      |      |      | 1    | 1    | 2    |      |
| Чемпионаты России в спринте               |      |      |      |      |      | 1    |      |      |      |      | 2    |      |
| Чемпионаты России на отдельных дистанциях |      |      |      |      |      |      |      |      |      |      |      |      |
| 500 м                                     |      |      |      |      |      |      |      |      |      |      | 4    |      |
| 1000 м                                    |      | 1    |      |      |      | 1    | 1    |      |      |      | 4    |      |
| 1500 м                                    |      |      | 1    |      |      | 1    | 1    |      |      |      | 5    |      |
| 3000 м                                    |      |      |      |      |      | 1    |      |      |      |      |      |      |
| 5000 м                                    |      |      |      |      |      |      |      |      |      |      |      |      |
| Командная гонка                           |      |      | 1    |      |      | 1    | 1    |      | 1    | 1    |      |      |